# Barylypa broweri
Barylypa broweri là một loài tò vò trong họ Ichneumonidae.